# Judith et sa servante (Gentileschi, Florence)
Pour les articles homonymes, voir Judith et sa servante.
Judith et sa servante — en italien Giuditta con la testa di Oloferne — est un tableau réalisé par la peintre italienne Artemisia Gentileschi vers 1615. 

## Description
Cette peinture à l'huile sur toile illustre un épisode de l'Ancien Testament en représentant les instants qui suivent la décapitation d'Holopherne par deux femmes de Béthulie : portant respectivement une épée sur l'épaule et un panier contenant la tête du général assassiné dans les bras, Judith et sa servante se retournent sur elles-mêmes, craignant sans doute d'être découvertes, leur regard sondant l'obscurité vers la droite, hors du cadre. L'œuvre est conservée dans la galerie Palatine du palais Pitti, à Florence.

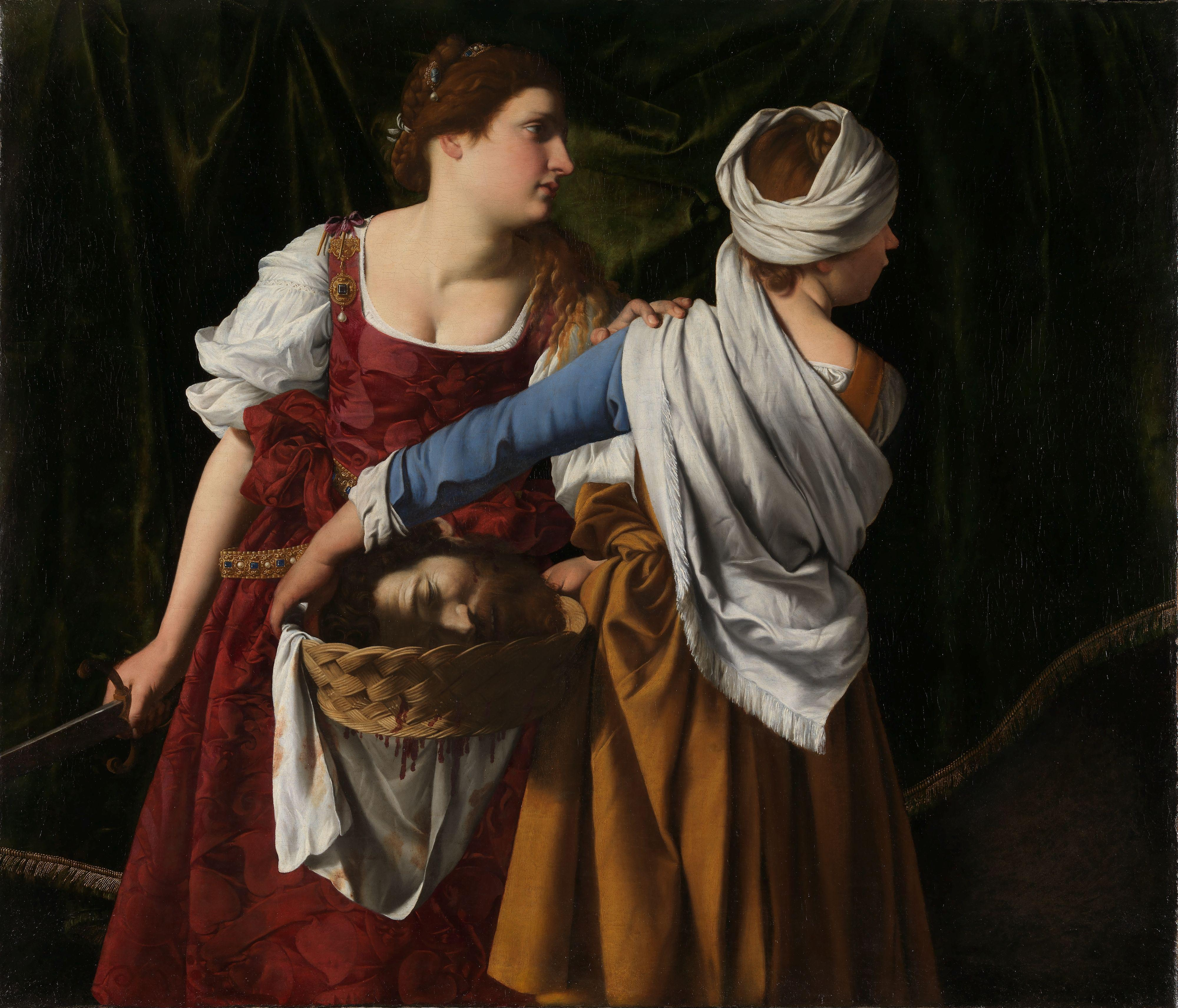
Orazio Gentileschi (et Artemisia Gentileschi ?), Judith et sa servante avec la tête d'Holopherne, vers 1608-1612 – Musée national, Oslo.
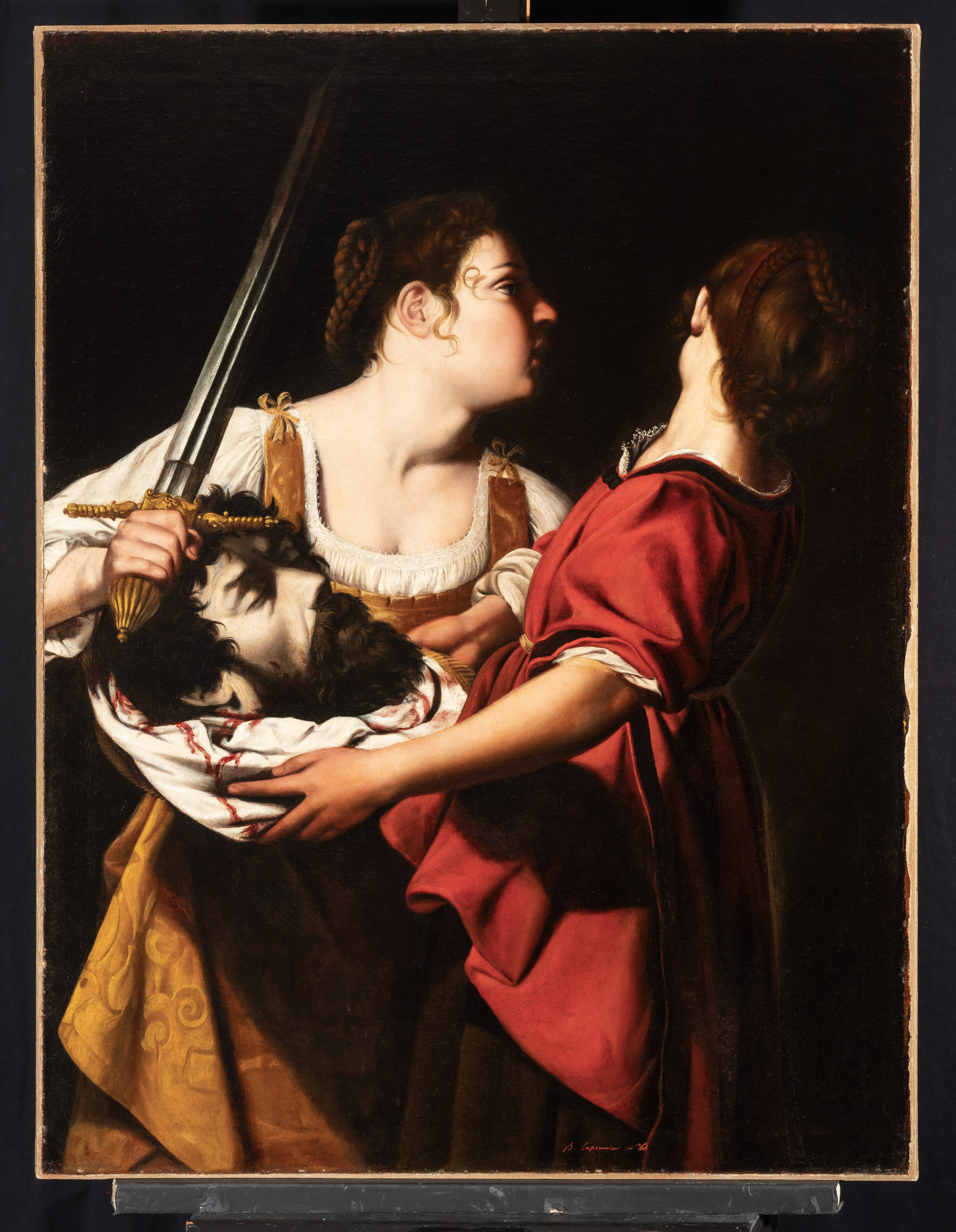
Orazio Gentileschi, Judith et sa servante, vers 1612 – Musée des Beaux-Arts de Bilbao, Bilbao.